# Cattedrale di Valence
La cattedrale di Sant'Apollinare (in francese: Cathédrale Saint-Apollinaire de Valence) è il principale luogo di culto cattolico di Valence, nel dipartimento della Drôme. La chiesa, sede del vescovo di Valence, è monumento storico di Francia dal 1862.